# Ivar Alm
Ivar K. A. Alm, (Karl August Ivar) född 8 januari 1897 i Kumla i Örebro län, död 23 januari 1973 i Motala, var en svensk lektor, präst och religionspsykolog.
Efter studentexamen i Uppsala 1917 blev Alm filosofie kandidat 1919, teologie kandidat 1923, teologie licentiat 1934 och teologie doktor 1936 vid Uppsala universitet. Han var e.o. präst i Västerås stift åren 1924–32, kyrkoherde i Västervåla församling åren 1932–46 samt lektor i kristendomskunskap och filosofi vid högre allmänna läroverket i Motala åren 1947–63. Han var ordförande kyrkostämman 1932–46 och familjebidragsnämnden 1940–42. 
Alm blev genom sin doktorsavhandling Den religiösa funktionen i människosjälen (1936) en av pionjärerna för religionspyskologi med djuppsykologisk inriktning i Sverige. Han introducerade Carl Gustav Jungs psykologi i Sverige. 

## Övriga skrifter i urval
- Die analytische Psychologie als Weg zum Verständnis der Mystik (1935)
- Är vår religion mogen för en ny reformation (1937)